# Abtei Hamborn

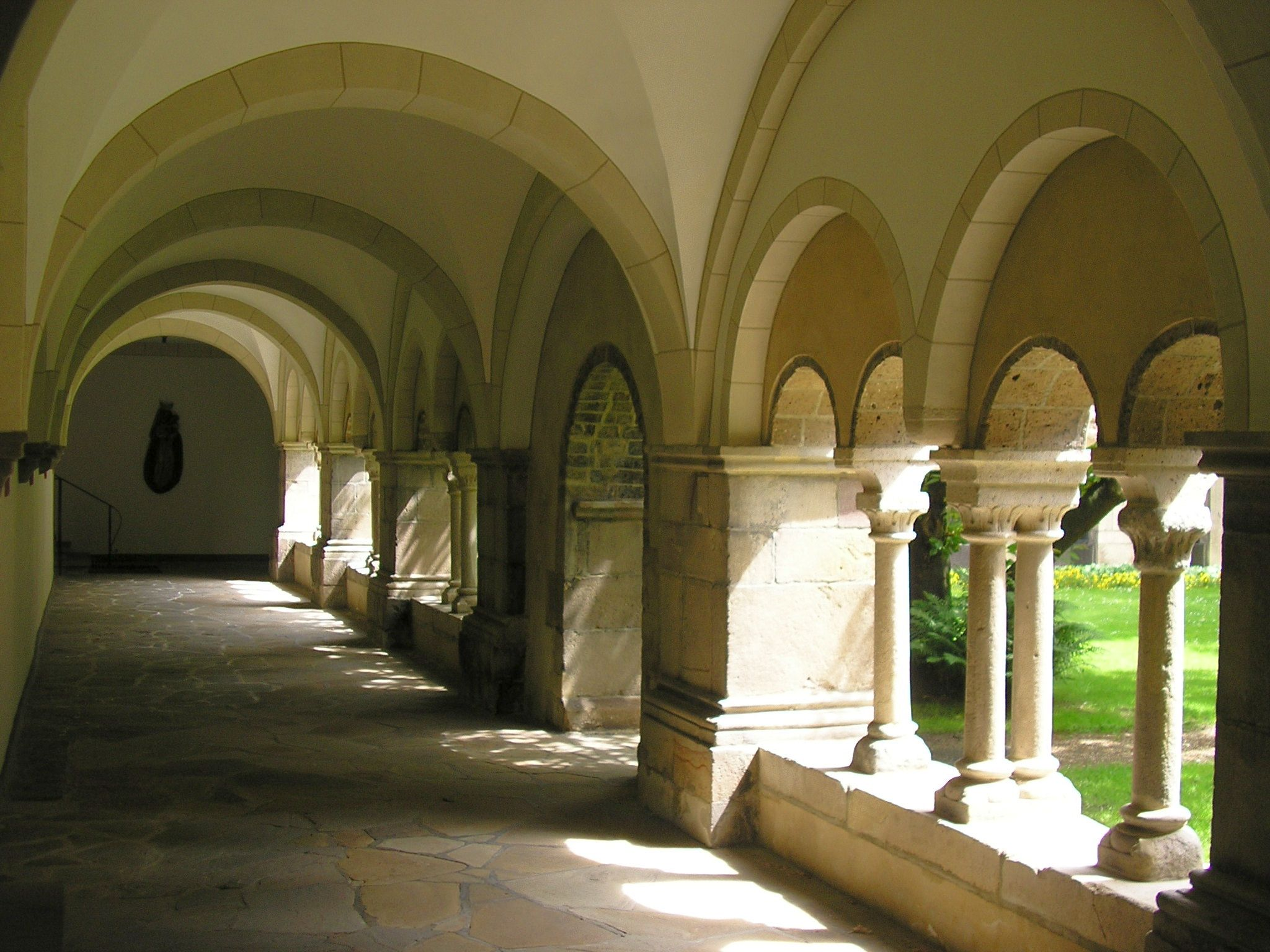
Blick in den Kreuzgang

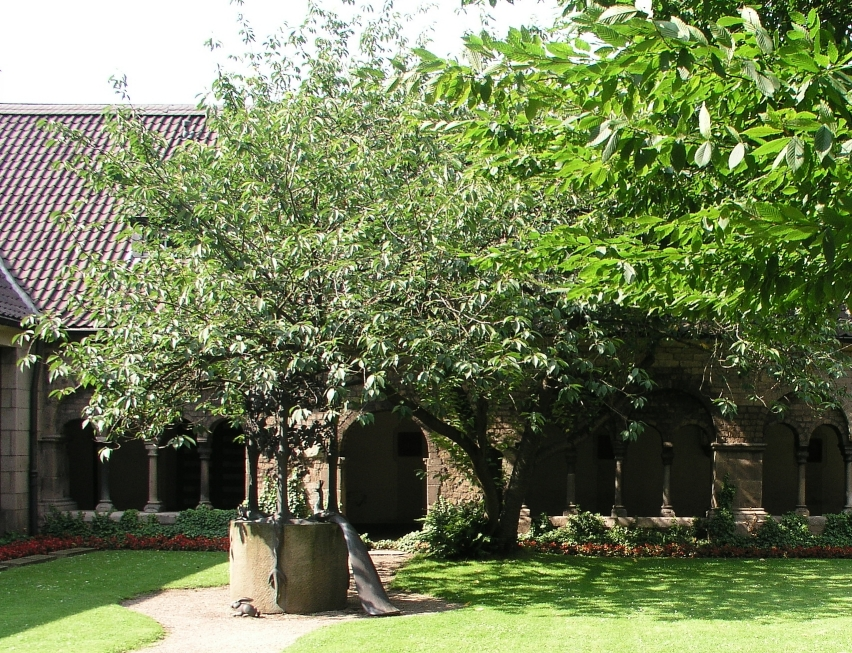
Brunnen im Kreuzgang

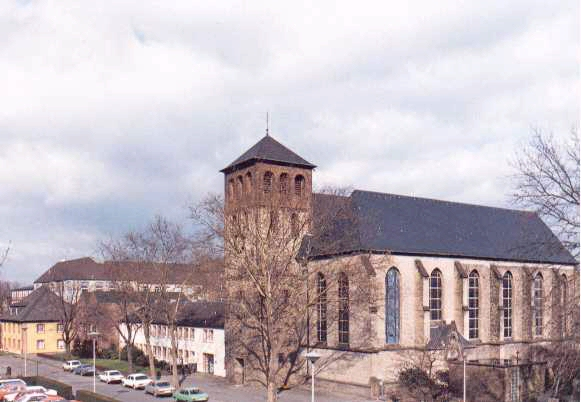
Abteikirche St. Johann

Die Abtei Hamborn ist ein Prämonstratenserkloster im gleichnamigen Duisburger Stadtteil Alt-Hamborn. Die Abtei liegt im Bereich des Bistums Essen, gehört aber formal nicht zu diesem.

## Geschichte
Die heutige Abteikirche geht zurück auf eine kleine Pfarrkirche, die auf einem Gutshof namens Havenburn von den Herren von Hochstaden im 9. Jahrhundert errichtet wurde.
Im Laufe der Zeit verpachteten die Gutsherren das den Gutshof umgebende Land an Bauern, die sich hier niederließen. Schon bald ging der Name des Gutshofs auf die gesamte Pfarrgemeinde über. Es entstand das Kirchspiel Hamborn, das später zu einem eigenen Gerichtsbezirk erhoben wurde.
1136 verschenkte Gerhard von Hochstaden seine Hamborner Besitztümer an den Erzbischof von Köln unter der Voraussetzung, dass an der Stelle der Pfarrkirche ein Kloster der Prämonstratenser errichtet werden sollte. Nach dem Umbau der Pfarrkirche zur Klosterkirche und der Erbauung des Kreuzganges und des eigentlichen Klosters wurde die Klosteranlage 1170 geweiht und zur Abtei erhoben.
Nach der napoleonischen Besetzung des Rheinlandes durch die französische Armee ließ die von ihm eingesetzte Regierung im Rahmen der Säkularisation auch dieses Kloster wie nahezu auch alle anderen aufheben. Während die Klostergüter an den Staat fielen, blieb die Klosterkirche der Hamborner Bevölkerung als Pfarrkirche erhalten.
Im Zweiten Weltkrieg wurden Kloster und Abteikirche – wie weite Teile des Ruhrgebietes – durch alliierte Luftangriffe erheblich zerstört.
Im Rahmen der Neugründung des Bistums Essen 1958 wurde 1959 die Abtei Hamborn wieder neu gegründet und durch Prämonstratenser aus dem Kloster Rot an der Rot besiedelt. 1994 wurde es durch den Prämonstratenserorden wieder zur Abtei erhoben.

## Gegenwart

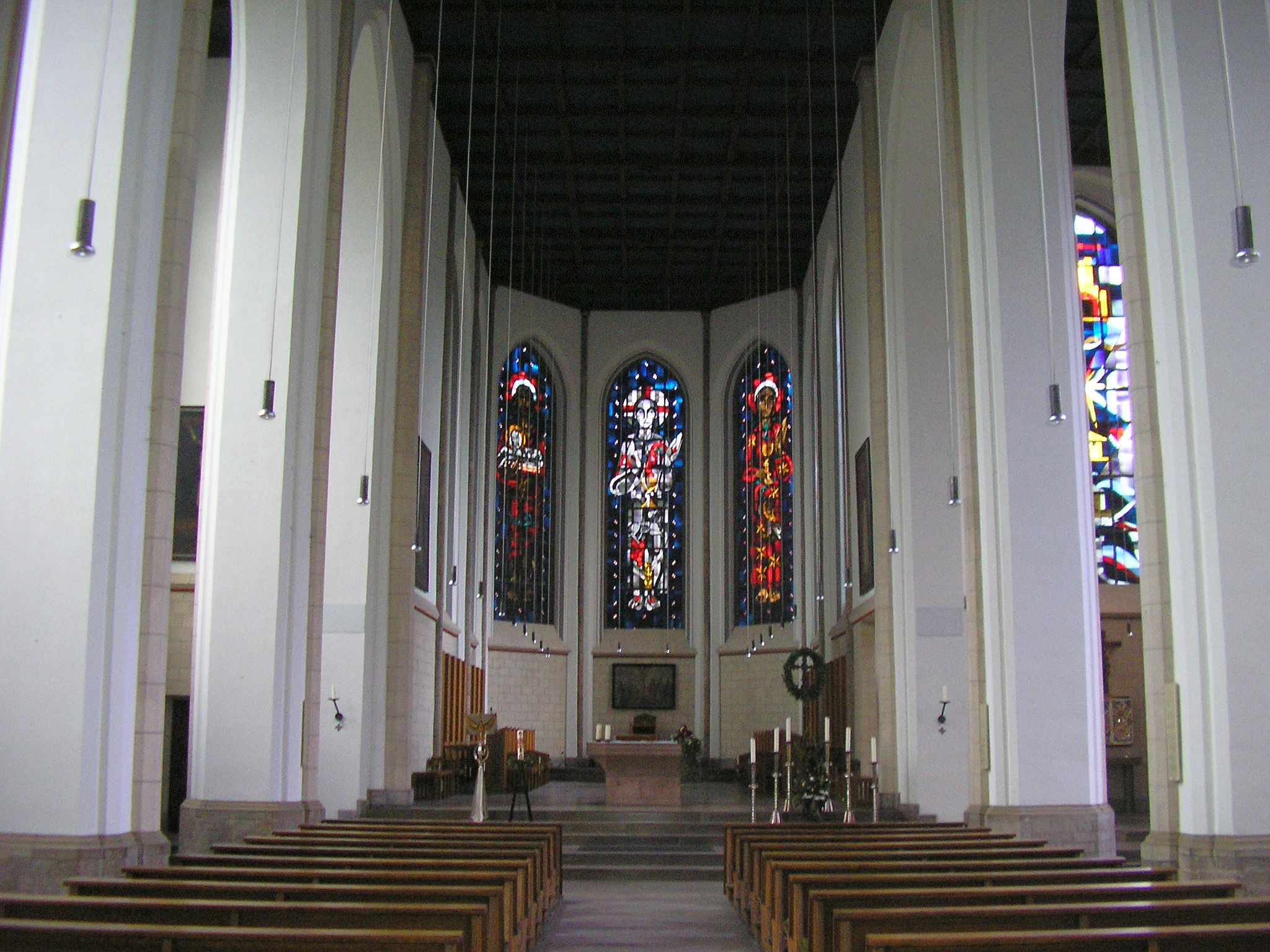
Abteikirche. Blick zum Chor

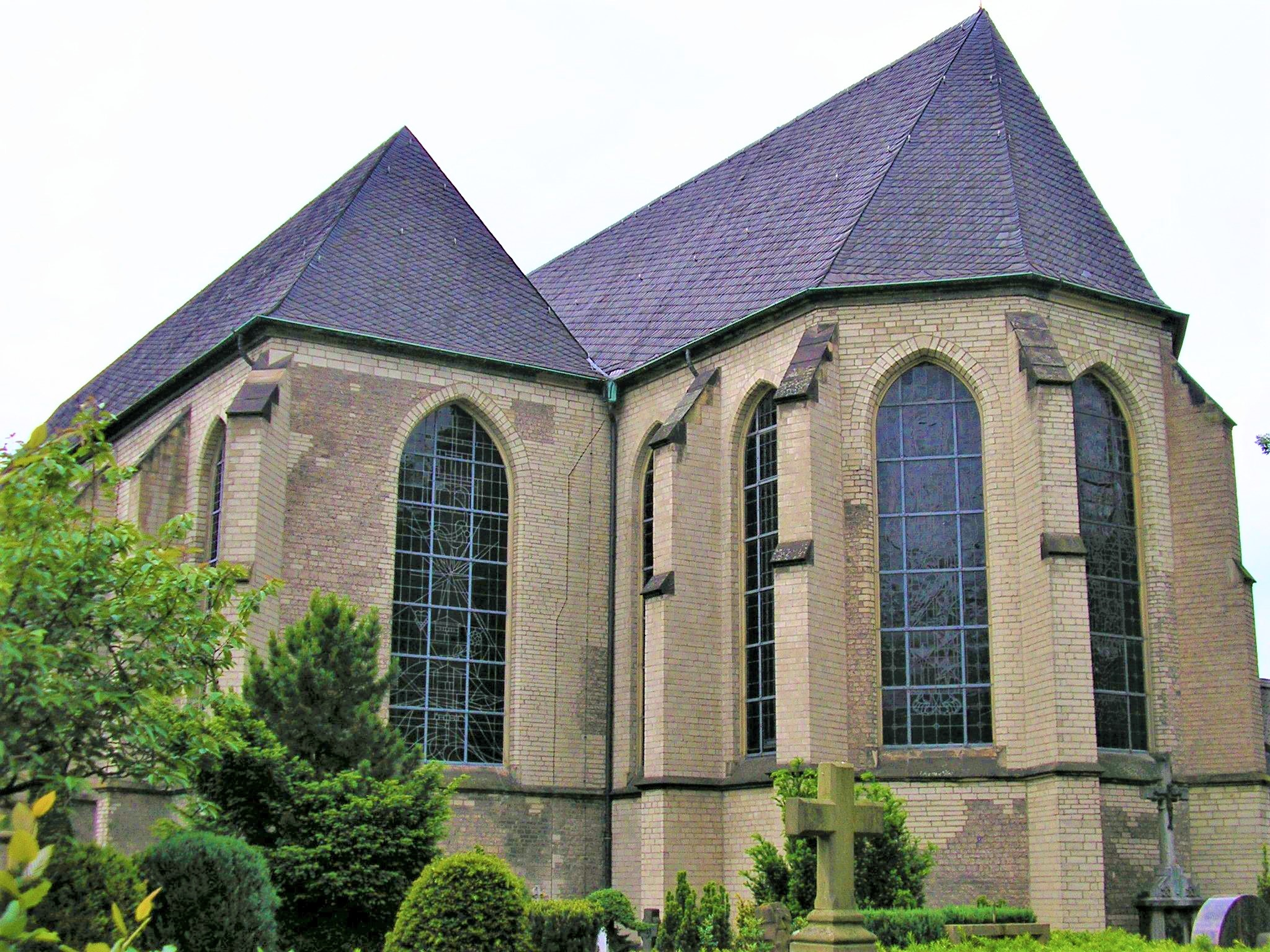
Die Abteikirche vom Friedhof aus

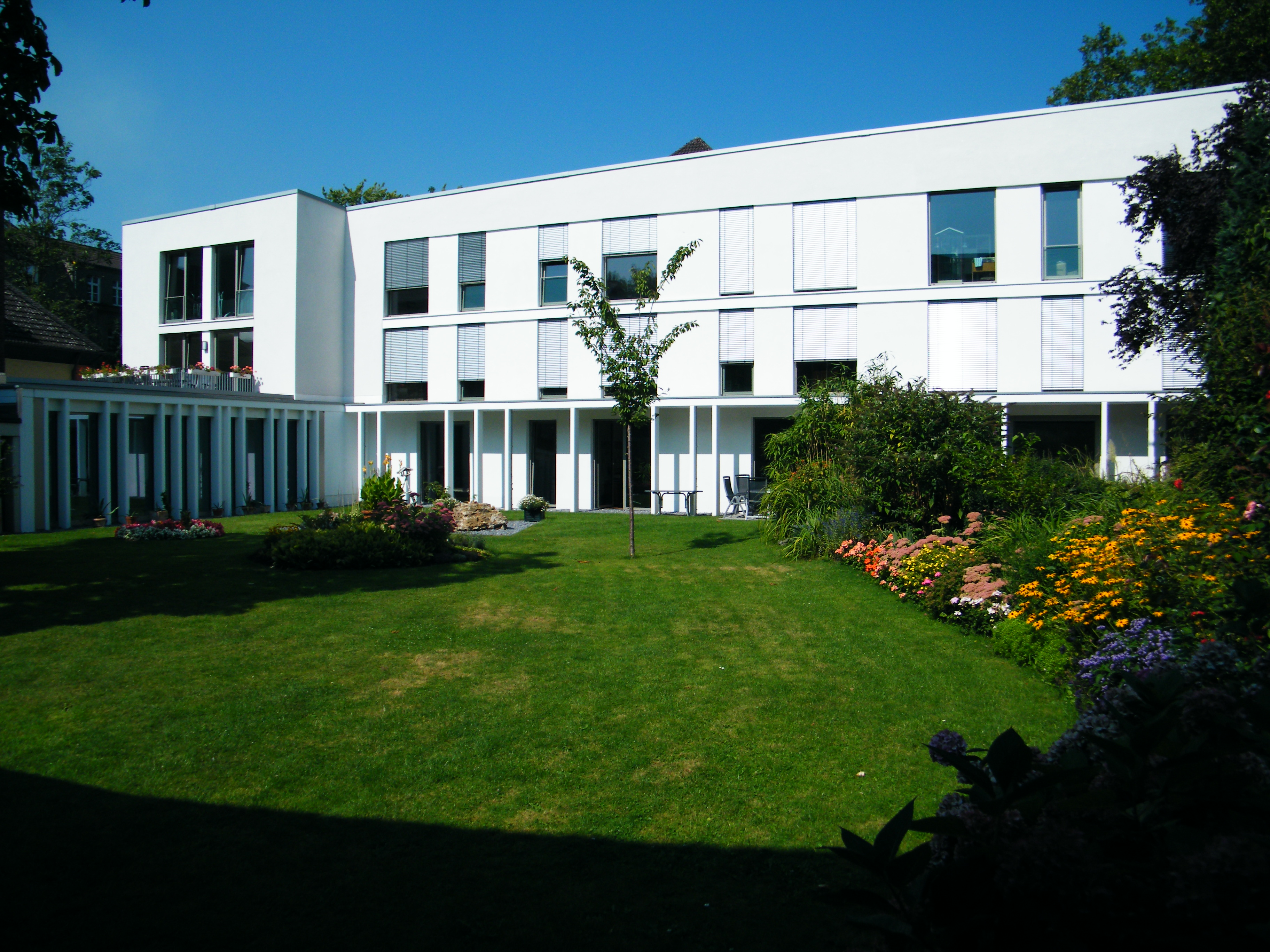
Erweiterungsbau der Abtei

Abt ist Prälat Albert Thomas Dölken O.Praem., der dem Kloster seit 1995 vorsteht. Die 22 Chorherren (Stand Dezember 2021) sind überwiegend in der Pfarrseelsorge im Duisburger Raum tätig, darüber hinaus sind einige der Prämonstratenser auch in der bischöflichen Verwaltung, im schulischen und akademischen Bereich, sowie in diversen Hilfswerken und sozialen Projekten engagiert. Neben dem Standort in Duisburg gehört auch die Prämonstratenser-Chorherrengemeinschaft in Magdeburg mit derzeit drei Patres als abhängiges Priorat zur Abtei Hamborn. Weitere Einsatzgebiete sind unter anderem die Pfarrseelsorge in den ehemaligen Prämonstratenser-Abteien Cappenberg im südlichen Münsterland und Sayn bei Koblenz.
Durch das stetige Wachsen der Gemeinschaft wurde die Erweiterung der Klostergebäude notwendig, sodass im Jahr 2011 der Neubau eingeweiht werden konnte.
Auf dem alten Grund der Abtei Hamborn befinden sich das Abtei-Gymnasium, das Gemeindezentrum „Abteizentrum“, in dem auch Tagungen und Kulturveranstaltungen stattfinden und ein Reisebüro beherbergt, sowie das heute von den Helios-Kliniken betriebene St.-Johannes-Hospital. Im Abteizentrum befand sich auch die Gaststätte Abteikeller, im alten Pförtnerhäuschen der Abtei die Gaststätte Zum Hl. Geist. In deren Räumen befindet sich heute ein Zentrum der Caritas. 
Die Abtei liegt im als sozialer Brennpunkt geltenden Duisburger Norden mit seinen bekannten Stadtteilen Marxloh und Bruckhausen in einem Bereich, der mehrheitlich nicht mehr christlich geprägt ist. Daran orientieren sich die seelsorgerischen und sozial-pastoralen Aufgabenstellungen der Abtei.
Neben der Abteikirche mit ihren Sehenswürdigkeiten kann auch die Schatzkammer besichtigt werden.

## Äbte und Prioren
Das „von“ lässt nicht (immer) auf eine adelige Herkunft schließen, sondern ist oft Herkunftsangabe.
1958 bis heute
- Albert Thomas Dölken, Abt seit 1995
- Gottfried Reinhold Menne, Prälat von 1988 bis 1995[5]
- Florian Joseph Pröll, Abt des Stiftes Schlägl, Abt-Administrator von 1965 bis 1988
- Bernhard Mayer, Prälat von 1959 bis 1965

1136 bis 1806
- Karl Adalbert von Bayer, Abt 1790–1806
- Alexander von der Horst, Abt 1782–1790
- Ferdinand von Dunckel, Abt 1757–1782
- Johan Arnold von Houven, Abt 1742–1757
- Heinrich von Daell, Abt, 1726–1742
- Gottfried von Bemmel, Abt 1724–1726
- Wilhelm Heinrich von Bentinck, Abt 1705–1724
- Johann von Breidenbach, Abt 1694–1705
- Johann von Breidenbach, Abt 1677–1694
- Johann Albert von Heerdt, Abt 1672–1677
- Wilhelm Gottfried von Hyllen, Abt 1647–1672
- Stephan von der Stein, Abt 1619–1646
- Wilhelm Ingenhoven zu Gelinde, Abt 1603–1619
- Christoph von Husen, Abt 1553–1582
- Albert Hane, Abt 1544–1553
- Wilhelm von Wyenhorst, Abt 1517–1543
- Johann Staël von Holstein, Abt 1487–1517
- Elbert van den Bongart, Abt 1483–1487
- Hermann von Hiesfeld, Abt um 1487
- Heinrich Rinsche, Abt 1451–1476
- Dietrich Estas, Abt 1426–1451
- Berthold von Brabeck, Abt 1417–1424
- Konstantin Kron, Abt 1392–1414
- Volkwin, Abt 12./13. Jahrhundert
- Heinrich van den Berghe, Abt 1350–1388
- Hermann von Holte, Abt 1231–1234
- Heinrich Stecke, Abt 1325–1345
- Johann, Abt 1321–1322
- Arnold, Abt 1314–1318
- Gerhard, Abt um 1308
- Christian, Abt 1306–1310
- Drudo, Abt um 1301
- Conrad, Abt 1297–1299
- Gottfried, Abt um 1295
- Laurentius, Abt 1287–1291
- Johann, Abt 1281–1290
- Gottschalk von Befreyt, Abt um 1272
- Dietrich, Abt um 1268
- Philipp, Abt um 1252
- Friedrich, Abt 1216–1230
- Dietrich, Propst um 1208
- Gottfried, Abt 1195–1200
- Allardus, Abt 12. Jahrhundert
- Nikolaus, Propst 12. Jahrhundert
- Gernod, Propst 1157–1166
- Lambert, Propst um 1147

## Orgel

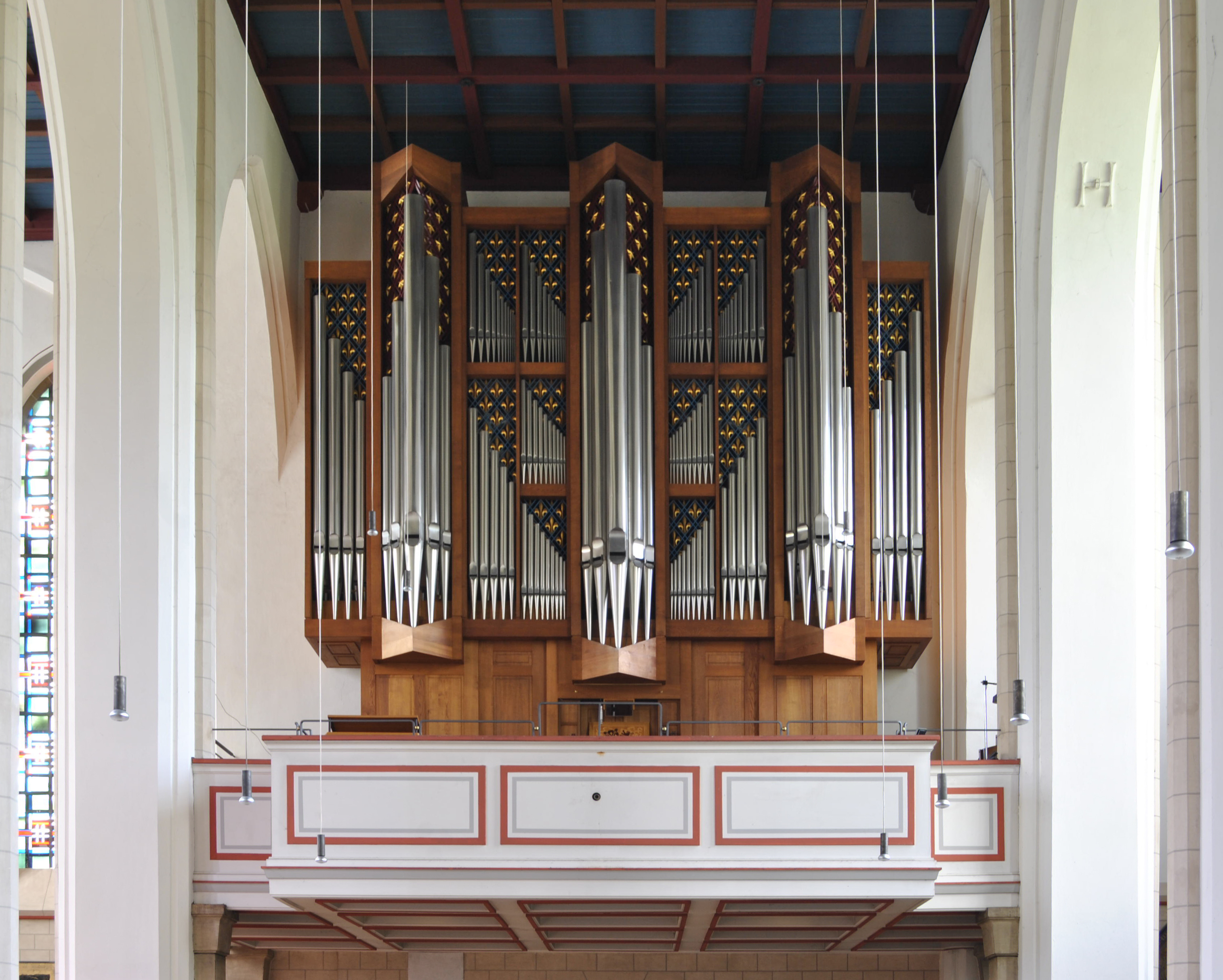
Orgelprospekt

Die Orgel in der Abteikirche wurde 1986 von Mönch Orgelbau aus Überlingen erbaut. Das Schleifladen-Instrument hat 45 Register mit 3181 Pfeifen auf drei Manualen und Pedal. Die Spiel- und Registertrakturen sind mechanisch. Im Zuge von Reparatur- und Modernisierungsarbeiten erhielt das Instrument 2018 eine Setzeranlage.
| I Positiv C–g3 |                |       |
| 1.             | Holzgedackt    | 8′    |
| 2.             | Principal      | 4′    |
| 3.             | Rohrflöte      | 4′    |
| 4.             | Sesquialter II | 2 ⁄3′ |
| 5.             | Doublette      | 2′    |
| 6.             | Larigot        | 1 ⁄3′ |
| 7.             | Scharff IV     | 1′    |
| 8.             | Cromorne       | 8′    |
|                | Tremulant      |       |

| II Hauptwerk C–g3 |               |       |
| 9.                | Praestant     | 16′   |
| 10.               | Principal     | 8′    |
| 11.               | Voce Umana    | 8′    |
| 12.               | Gedeckt-Flöte | 8′    |
| 13.               | Octave        | 4′    |
| 14.               | Spitzflöte    | 4′    |
| 15.               | Quinte        | 2 ⁄3′ |
| 16.               | Superoctave   | 2′    |
| 17.               | Mixtur IV     | 1 ⁄3′ |
| 18.               | Cymbel III    | 1⁄2′  |
| 19.               | Cornet V      | 8′    |
| 20.               | Trompete      | 8′    |

| III Schwellwerk C–g3 |                  |        |
| 21.                  | Bourdon          | 16′    |
| 22.                  | Flûte harmonique | 8′     |
| 23.                  | Gamba            | 8′     |
| 24.                  | Voix céleste     | 8′     |
| 25.                  | Principal        | 4′     |
| 26.                  | Flûte octaviante | 4′     |
| 27.                  | Nazard           | 2 ⁄3′  |
| 28.                  | Quarte de Nazard | 2′     |
| 29.                  | Tierce           | 1 3⁄5′ |
| 30.                  | Sifflet          | 1′     |
| 31.                  | Fourniture V     | 2′     |
| 32.                  | Basson           | 16′    |
| 33.                  | Trompette harm.  | 8′     |
| 34.                  | Hautbois         | 8′     |
| 35.                  | Clairon          | 4′     |
|                      | Tremulant        |        |

| Pedalwerk C–f1 |               |         |
| 36.            | Principalbaß  | 16′     |
| 37.            | Subbaß        | 16′     |
| 38.            | Quintbaß      | 10 2⁄3′ |
| 39.            | Octavbaß      | 8′      |
| 40.            | Gedacktbaß    | 8′      |
| 41.            | Choralbaß     | 4′      |
| 42.            | Hintersatz IV | 2 ⁄3′   |
| 43.            | Bombarde      | 16′     |
| 44.            | Trompete      | 8′      |
| 45.            | Clarine       | 4′      |

- Koppeln: III/II, I/II, III/I, III/P, II/P, I/P

## Glocken
Die Abteikirche verfügt über ein fünfstimmiges Geläut von Bronzeglocken mit der Disposition d'–f'–g'–a'– c''. Die Glocken haben mit den Durchmessern 1415 mm, 1162 mm, 1021 mm, 922 mm und 775 mm die Gewichte 1737 kg, 980 kg, 650 kg, 475 kg und 260 kg. Die Glocken II bis V wurden in den Jahren 1954 und 1958 durch die Glockengießerei Otto aus Bremen-Hemelingen gegossen. Glocke I wurde im Jahr 2005 durch die Glockengießerei Bachert gegossen.